# Ole Erevik
Ole Erevik, né le 9 janvier 1981 à Stavanger, est un joueur norvégien professionnel de handball évoluant au poste de gardien de but. Sélectionné en équipe nationale de Norvège pour la première fois en 2001, il met un terme à sa carrière internationale après la médaille d'argent remportée au championnat du monde 2017.

## Palmarès

### En clubs
- vainqueur du Championnat du Danemark (1) : 2009
  - Vice-champion en 2010

### En sélection
championnats du monde
- Médaille d'argent au championnat du monde 2017 en France
- 9e place au championnat du monde 2011 en Suède
- 9e place au championnat du monde 2009 en Croatie
- 13e place au championnat du monde 2007 en Allemagne
- 7e place au championnat du monde 2005 en Tunisie

championnats d'Europe
- 4e place au championnat d'Europe 2016 en Pologne
- 14e place au championnat d'Europe 2014 au Danemark
- 13e place au championnat d'Europe 2012 en Serbie
- 7e place au championnat d'Europe 2010 en Autriche
- 6e place au championnat d'Europe 2008 en Norvège
- 11e place au championnat d'Europe 2006 en Suisse

### Distinctions individuelles
- Meilleur gardien de but (en pourcentage d'arrêt) du championnat du monde 2007 avec 50,8 % d'arrêts (30 arrêts sur 59 tirs)